# SSC Tuatara
SSC Tuatara é um superesportivo projetado, desenvolvido e fabricado pela fabricante de automóveis americana SSC North America (anteriormente Shelby Super Cars Inc.). O carro é o sucessor do Ultimate Aero e é o resultado de uma colaboração de design entre Jason Castriota e SSC. Inicialmente alimentado por um motor V8 biturbo de 6,9 litros, a capacidade do motor foi posteriormente reduzida para 5,9 L para permitir que o motor tivesse uma linha vermelha mais alta de 8 800 rpm. A SSC afirmou que a potência seria avaliada em 1 350 cv (1 000 kW) ou 1 750 cv (1 300 kW) com combustível E85, juntamente com uma velocidade máxima de 483 km/h.

## Desempenho
A SSC fez parceria com a Nelson Racing Engines para construir o motor, a Linder Power Systems para a fabricação de subconjuntos do motor e a Automac para a produção da transmissão manual automatizada de 7 velocidades. A transmissão foi posteriormente revelada como sendo um manual automatizado de 7 marchas fabricado pela Costruzione Italiana Macchine Attrezzi (CIMA). O carro tem os seguintes modos de condução: "Sport", "Track" e "Lift". No modo Sport, a altura do percurso é de 102 mm na frente e 114 mm na traseira. No modo Track, a altura do percurso diminui para 70 mm na frente e 95 mm na traseira. O modo Lift foi projetado para proteger a parte inferior do carro durante a condução em lombadas ou estradas.

### Recorde mundial
Em 10 de outubro de 2020, o Tuatara — de acordo com o SSC (pendente de confirmação independente) — reivindicou um disputado recorde de velocidade máxima de carro de produção, registrando uma velocidade máxima de sentido único de 532,93 km/h e um média de 508,73 km/h em um trecho de sete milhas da Nevada State Route 160 temporariamente fechada perto de Pahrump, fora de Las Vegas. A SSC afirma que essa velocidade superou o recorde do Koenigsegg Agera RS, que estabeleceu um recorde na mesma rodovia em 2017, em 458 km/h. O piloto britânico Oliver Webb pilotou o carro. A análise independente do Youtuber Shmee150 posteriormente desafiou a precisão do recorde. Em um vídeo no canal SSC North America no YouTube carregado em 30 de outubro de 2020, o fundador do SSC, Jerod Shelby, afirmou que a corrida foi arruinada depois que eles começaram a ter algumas dúvidas, e a única maneira de corrigi-las era reexecutar outro teste. A SSC divulgou um comunicado em 21 de julho de 2021 afirmando que a tentativa inicial de recorde não atingiu mais de 483 km/h.